# Quarry Bay

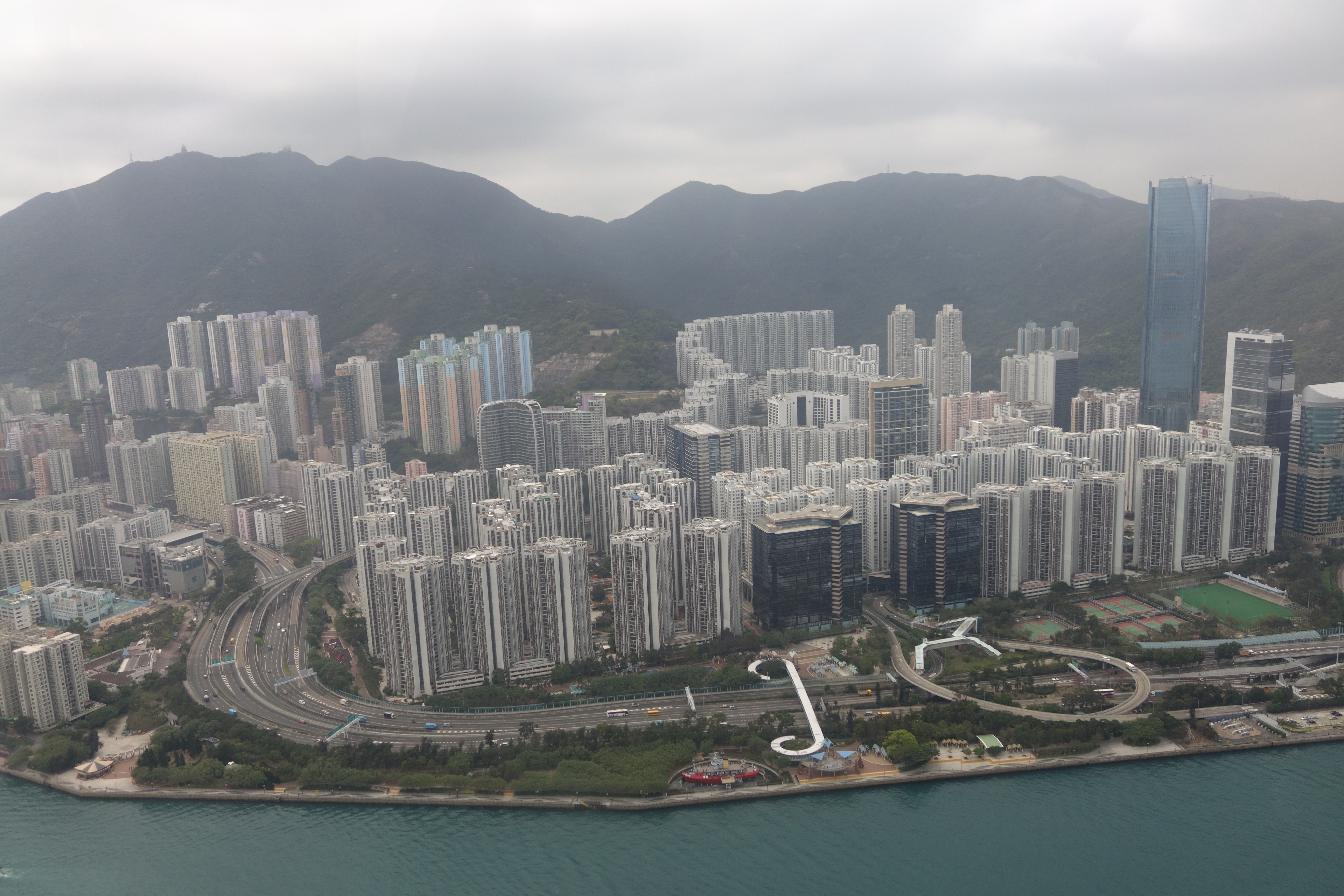
Vista aérea da Taikoo Shing da Quarry Bay, One Island East é o edifício mais alto da foto e o Mount Parker está em segundo plano

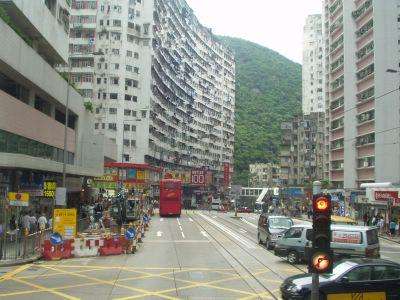
Uma seção da King's Road em Quarry Bay

Quarry Bay (chinês tradicional: 鰂魚涌) é uma área abaixo do Monte Parker, no distrito leste da ilha de Hong Kong, em Hong Kong . A porção ocidental da área também era conhecida anteriormente como Lai Chi ( 麗池 ). Sendo tradicionalmente uma área industrial e residencial, o número de edifícios comerciais neste distrito aumentou nas últimas décadas.
Quarry Bay faz fronteira com Sai Wan Ho ao leste, Mount Parker ao sul, North Point ao oeste e Victoria Harbour ao norte. Administrativamente, faz parte do Distrito Leste .
Quarry Bay é considerada como uma área cercada por Kornhill Estrada para o oriente, Hong Pesca Rua e Montar Parker Estrada para o sul, Cruzamento da Estrada do Rei e Saudável Street West, a oeste, e Taikoo Wan Estrada para o norte.
 

## História

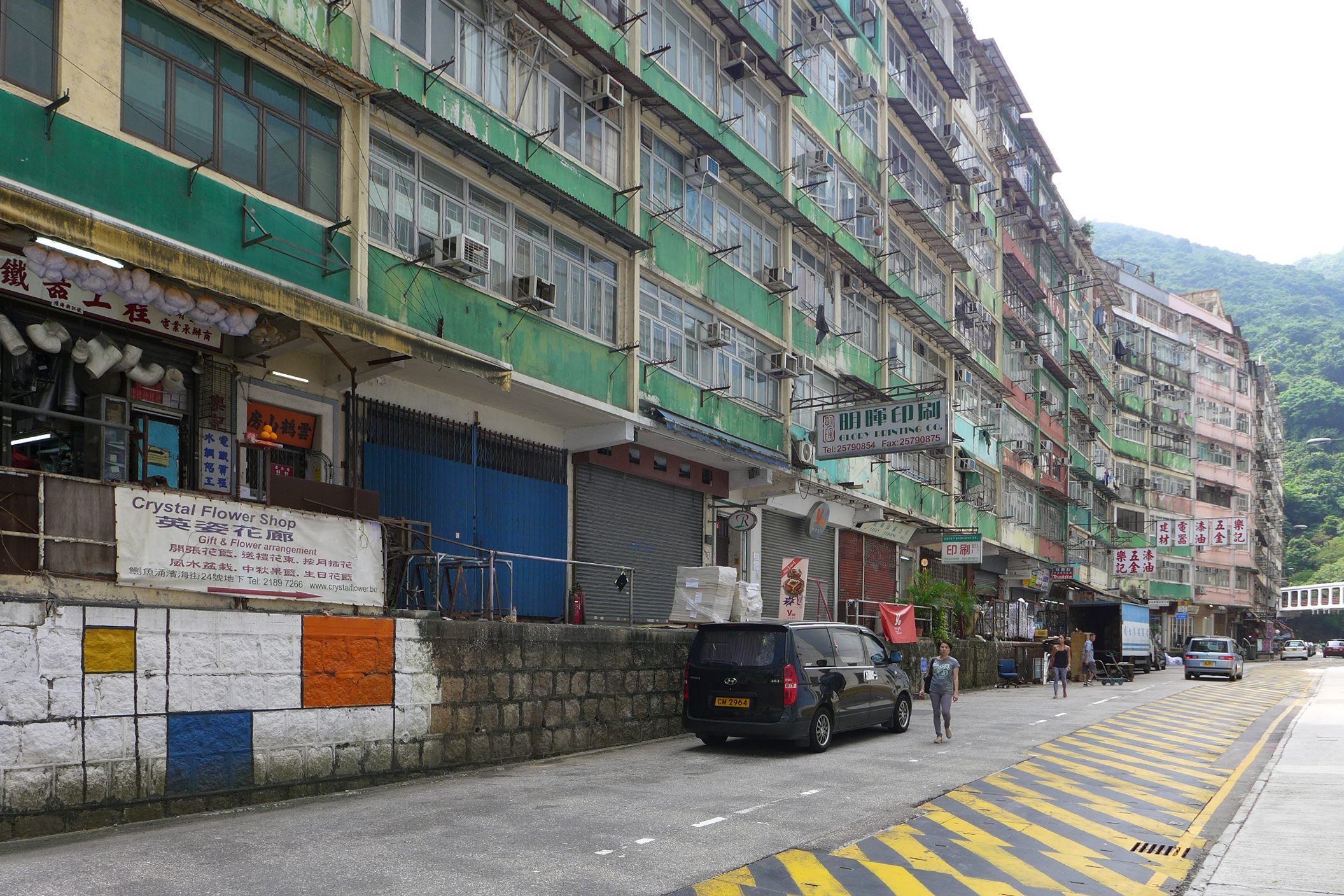
As etapas na rua Pan Hoi

During Colonial Hong Kong times, the Hakka stonemasons settled in the area after the British arrival.

## Taikoo
A parte oriental de Quarry Bay, ou seja, Quarry Point, era de propriedade da Swire e, portanto, muitos lugares e instalações recebem o nome do nome chinês da empresa, Taikoo . O rio originalmente desaguou na baía, mas foi fechado do mar com a construção do reservatório Tai Koo para fornecer água fresca ao estaleiro Taikoo, a fábrica de açúcar Taikoo na rua Tong Chong ( 糖廠街 ) e, posteriormente, a Fábrica da Coca-Cola Swire em Greig Road ( 基利路 ) e Yau Man Street ( 佑民街 ). O curso superior do rio foi convertido em uma água do mar pavimentada com cimento, e o curso inferior é a atual Quarry Bay Street ( 鰂魚涌街 ), com o estuário original próximo à Quarry Bay Street - junção da King's Road .
Em meados da década de 1980, a encosta foi convertida em prédios de apartamentos Kornhill, o reservatório em prédios de apartamentos Mount Parker Lodge ( 康景花園 ) e o Dockyard em Taikoo Shing . A fábrica da Coca-Cola é agora o apartamento Kornville ( 康蕙花園 ), e o Taikoo Sugar é agora o Taikoo Place, um centro comercial.

### Lai Chi
O extremo oeste de Quarry Bay fazia parte historicamente de North Point ; durante a década de 1930, suas praias se tornaram um dos lugares mais populares para a natação de galas em Hong Kong. A partir dessa base, um complexo de entretenimento de luxo, o Ritz Nightclub ( 麗池夜總會   ), foi construído na área em 1947. A boate foi demolida alguns anos depois para dar lugar à construção de prédios de apartamentos durante a segunda metade da década de 1950. No entanto, durante anos depois, a parte ocidental de Quarry Bay continuou a ser conhecida informalmente como Lai Chi ( 麗池 ), tornada ainda mais conhecida pelo fato de ser homófona do cantonês por "tarde como de costume" ( 例遲 ) - uma referência a King's Road, até 1984, a única via na área e, portanto, famosa pelo congestionamento do tráfego.
Até hoje, alguns edifícios na parte oeste de Quarry Bay são nomeados como "North Point algo edifício", embora estejam do outro lado do limite moderno de North Point na Man Hong Street / Healthy Street West.

## Prédios residenciais
- Bedford Gardens
- CASA 880
- Dragon View House
- Granview Court
- Healthy Village Estate
- Kings View Court
- Kornhill e Jardins de Kornhill
- Modelo Habitação Social
- Mount Parker Residences
- Edifício Oceânico
- Park Vale
- Ritz Garden Apartments
- Mansão Riviera
- Royal Terrace
- Mansão de Snowboat
- Splendid Place
- Sunway Gardens
- O floridiano
- Os pomares
- Wah Shun Garden
- Westlands Court
- Westlands Garden

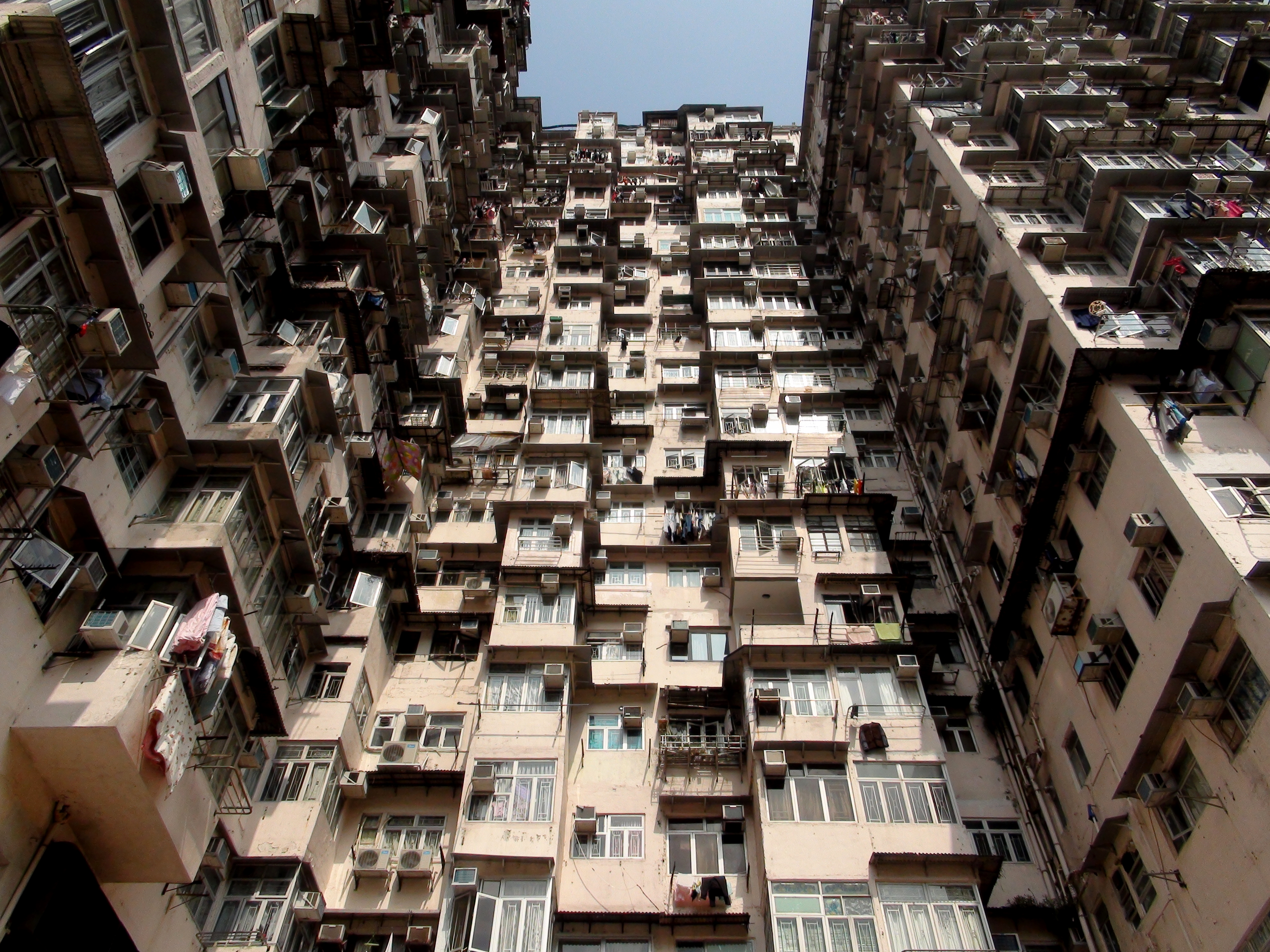
O " Monster Building " consiste em cinco edifícios de conexão do Fook Cheong Building, Montane Mansion, Oceanic Mansion, Yick Cheong Building e Yick Fat Building.

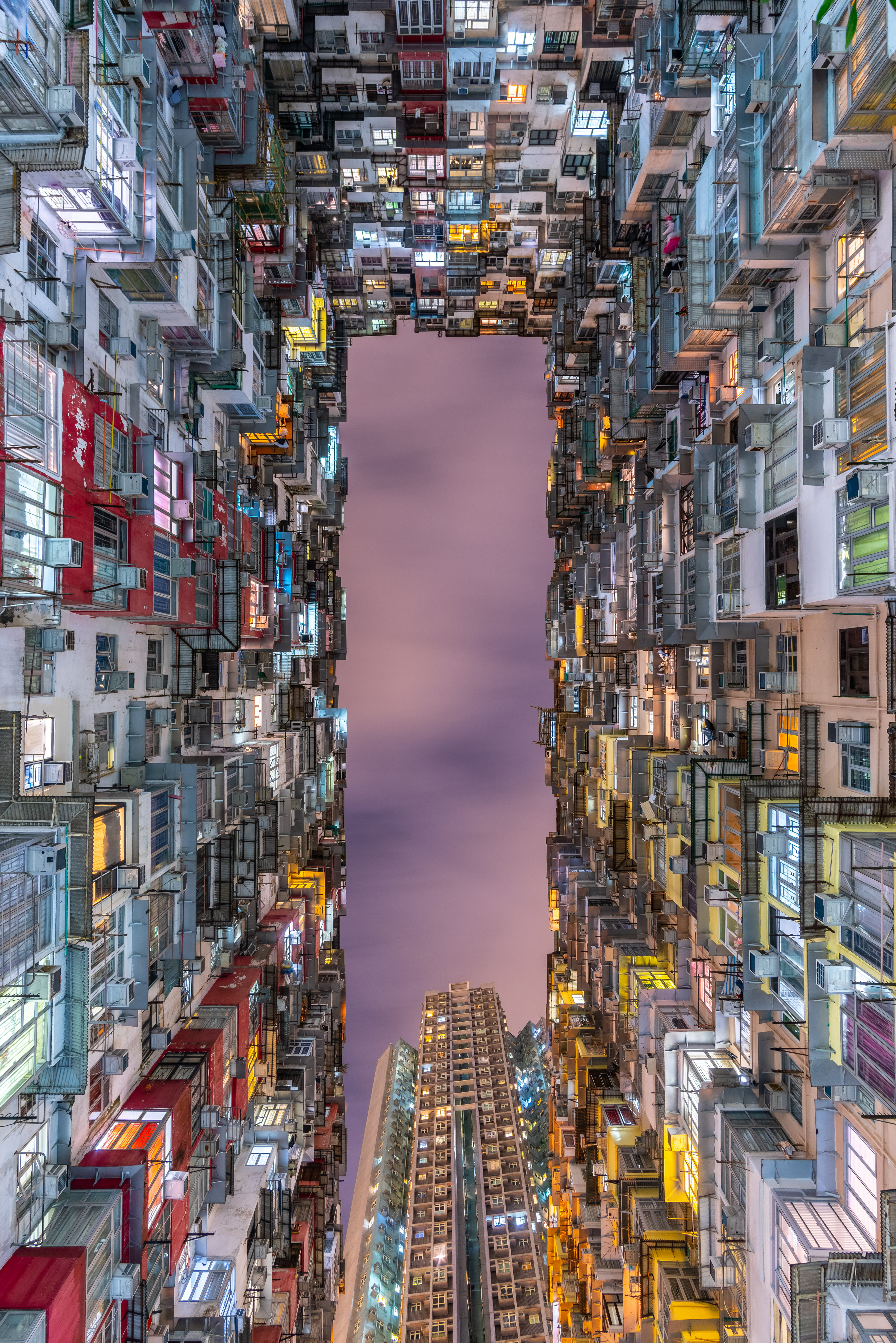
O edifício Yick Cheong

- " Monster Building " - Edifício Fook Cheong, Mansão Montane, Mansão Oceânica, Edifício Yick Cheong e Edifício Yick Fat

### Nan Fung Sun Chuen

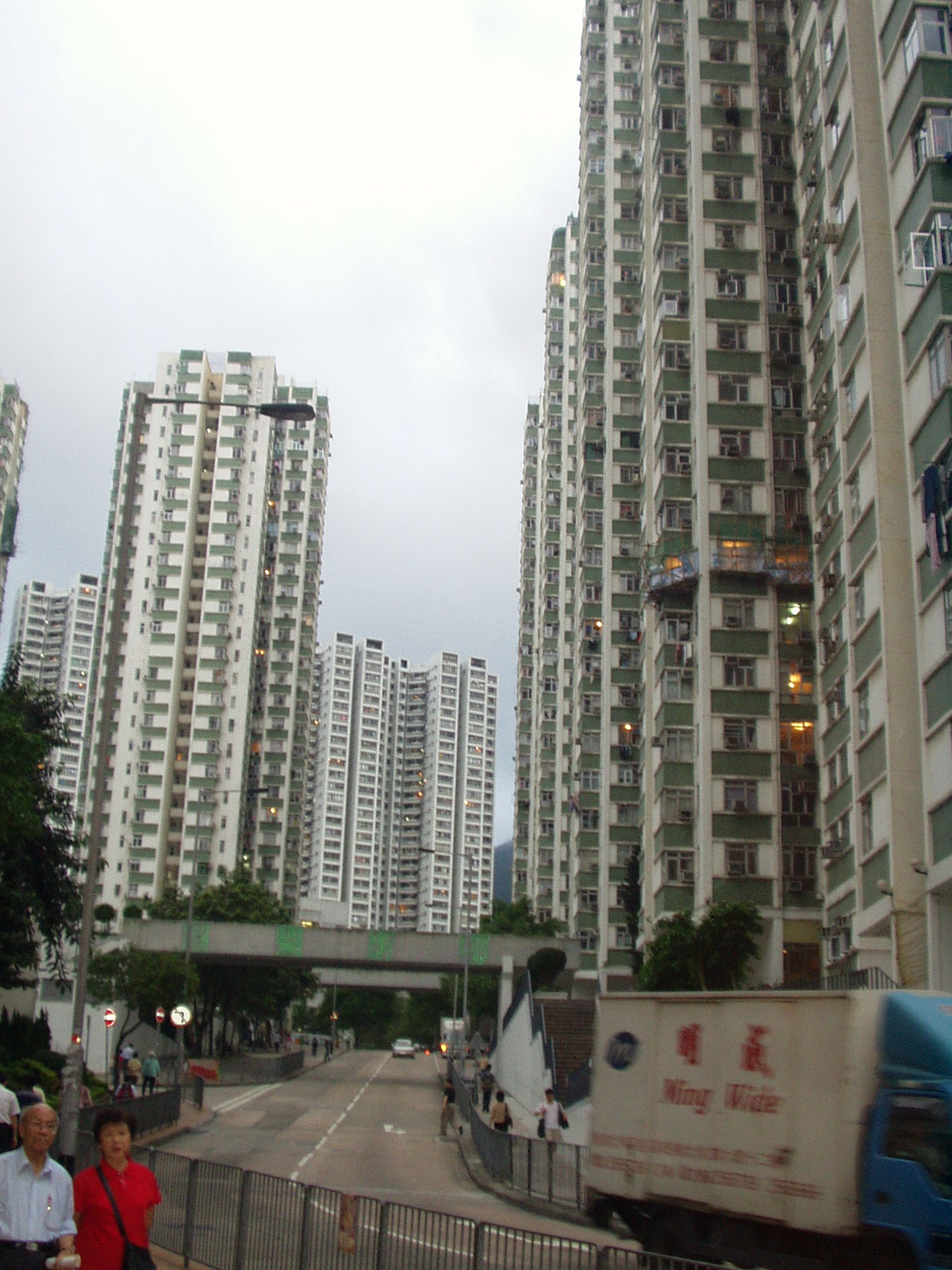
Nan Fung Sun Chuen, um conjunto habitacional privado em Quarry Bay

Nan Fung Sun Chuen ( 南豐新邨 ), construído em 1978, é uma propriedade privada de apartamentos. Composto por 12 edifícios distribuídos ao longo da Greig Road e Greig Crescent, com um estacionamento no centro do empreendimento, foi desenvolvido pela Nan Fung Development. Devido ao tamanho relativamente grande do empreendimento, ele serve como referência para instalações desenvolvidas no final da década de 1970 no mercado imobiliário. Os blocos de torre variam em altura de 28 a 33 andares. Os blocos 1 a 5 estão em 32 a 40 (números pares) na Greig Road, enquanto os blocos 6 a 12 estão em 27 a 15 em Greig Crescent.

### Taikoo Shing
O Taikoo Shing é um empreendimento residencial privado em Quarry Bay, na parte oriental da ilha de Hong Kong, Hong Kong. Composto por 61 mansões distribuídas pela Taikoo Wan Road e Taikoo Shing Road, foi desenvolvido pela Swire.

## Turismo

### Galeria de exposiçõesAlexander Grantham
O Alexander Grantham era um barco de bombeiros do Departamento de Bombeiros de Hong Kong . O Barco foi nomeado após o ex-governador Sir Alexander Grantham . Desde então, o barco se retirou do serviço e foi substituído por outros navios.
Em 10 de março de 2006, o barco de bombeiros foi içado com sucesso para sua nova casa permanente no Concourse Central de Quarry Bay Park, Hong Kong, onde foi convertido na Galeria de Exposições Alexander Grantham e foi aberto ao público como museu em 2007 . Além do próprio barco de bombeiros, a Galeria abriga uma série de exposições multimídia sobre a história do navio e sobre o combate a incêndios em Hong Kong.

### Complexo "Edifício Monstro"
"Monster Building" é um complexo de condomínio de cinco edifícios interconectados. O complexo consiste no Edifício Fook Cheong, Montane Mansion, Oceanic Mansion, Yick Cheong Building e Yick Fat Building .

### Centro de Educação para a Biodiversidade de Woodside
Woodside Biodiversity Education Centre situado em Mount Parker Road, Quarry Bay. O centro é composto por três galerias de exposições temáticas que apresentam os preciosos recursos naturais e biodiversidade de Hong Kong. O centro visa promover a conscientização, o conhecimento e o entendimento do público sobre o valor inerente aos ativos de biodiversidade de Hong Kong e mobilizar apoio público e ações para a conservação da natureza.

## Edifícios comerciais
- Taikoo Place - incluindo
  - Devon House
  - Dorset House
  - Torre PCCW
  - Warwick House
  - Cornwall House
  - Lincoln House
  - Oxford House
  - Cambridge House
  - Berkshire House
  - Apartamento Taikoo Place (hotel)
  - Uma ilha leste[4]

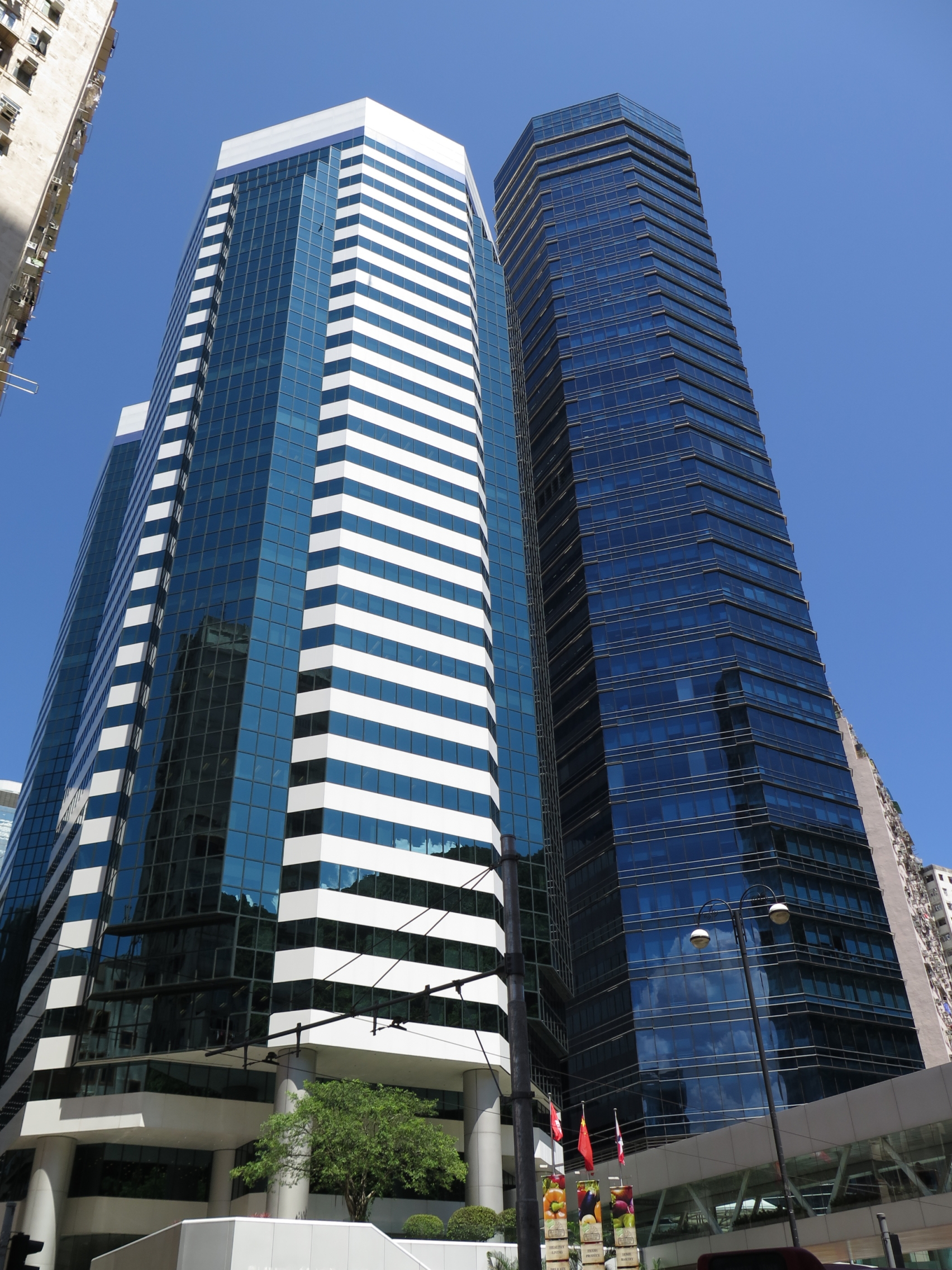
Entrada do Taikoo Place pela Sugar House Street

  - One Taikoo Place (concluído em 2018)
  - Dois Taikoo Place (Completo em 2021)
- Cityplaza
  - Cityplaza Fase 1
  - EAST, Hong Kong (hotel)
  - Cityplaza Fase 3
  - Cityplaza Fase 4
- 1025 King's Road
- 1063 King's Road
- Kerry Center ( 嘉里中心  )
- Prosperity Millennia Plaza

Existem alguns edifícios industriais nas áreas de Shipyard Lane.

## Parques e instalações recreativas
- Quarry Bay Park
- Edifício de serviços municipais de Quarry Bay - com playground interno e uma biblioteca pública gerenciada pelo LSCD
- Área de lugares sentados na Greig Road
- Extensão da baía da pedreira do parque nacional de Tai Tam

## Educação
Jardins de Infância e Viveiros
- Jardim de Infância Internacional da ABC Pathways (Tai Koo Campus)
- Jardim de Infância Criatividade (Park Vale)
- Epoch Anglo-Chinese Kindergarten
- Jardim de Infância Internacional Hamilton Hill
- Jardim de Infância Internacional MAGART
- Jardim de Infância Anglo-Chinês de Saint Anna
- Jardim de Infância Victoria (Kornhill)
- Berçário Victoria (Kornhill)

Escola Primária
- Escola Primária Budista Chung Wah Kornhill
- Escola Canossa (Hong Kong)
- Escola Metodista Chinesa North Point
- Delia School of Canada
- North Primary Government Escola Primária
- Shanghai Alumni Primary School
- Escola Primária Tai Koo

Escolas secundárias
- Canossa College
- Delia School of Canada

## Transporte

### Transporte público
- MTR
  - Estação MTR Quarry Bay: Linha Tseung Kwan O e Linha Island
  - Estação MTR Tai Koo : Linha Island
- Bondes
- Primeiro ônibus
- Citybus
- KMB (serve apenas rotas entre portos )
- Microônibus
  - para Kornhill, Cyberport, North Point, Shau Kei Wan, Kennedy Town, etc.
  - inclui 32, 32A, 33 etc.

### Principais ruas, estradas e ruas

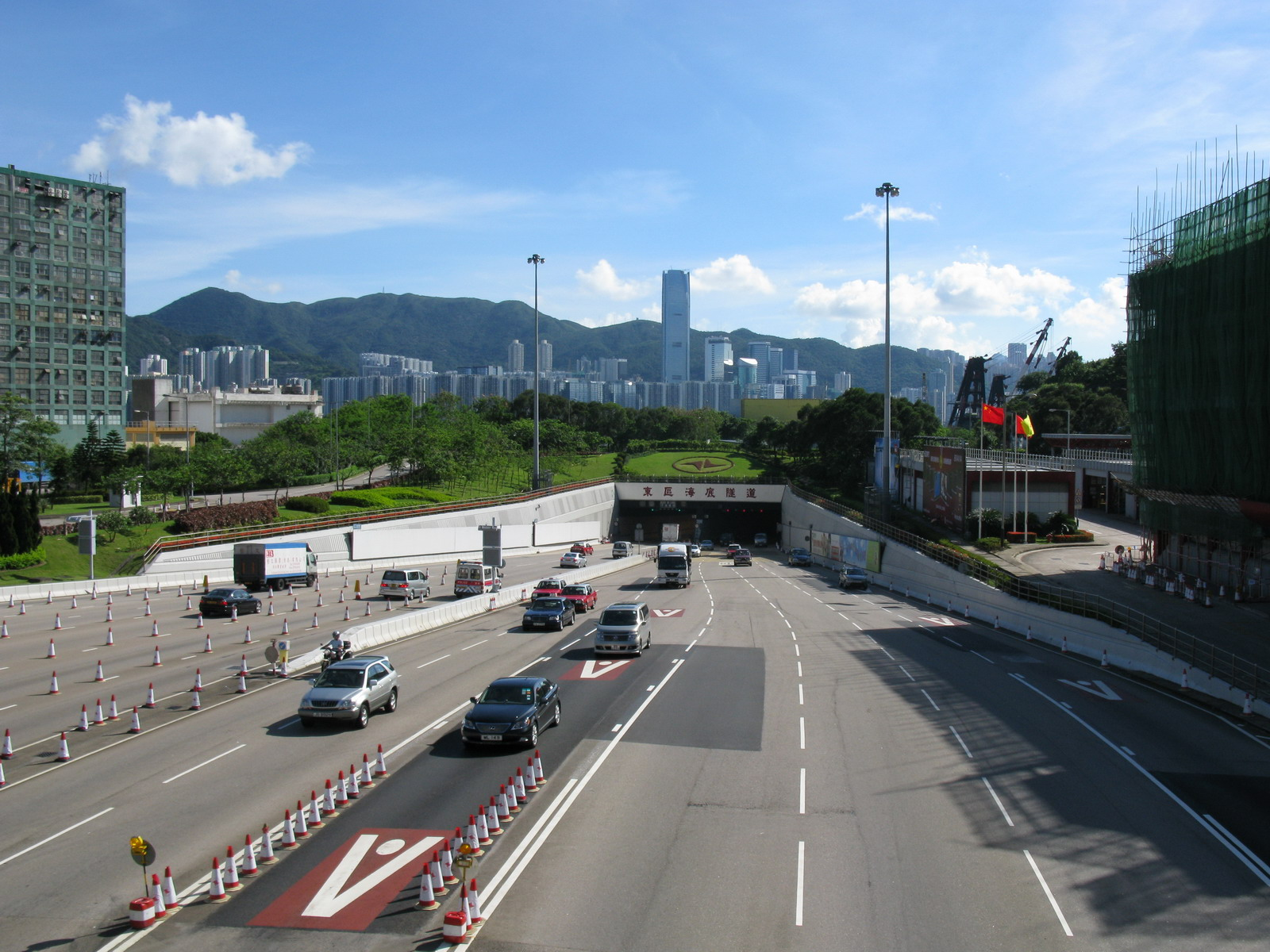
O túnel do porto oriental leva as pessoas a Kowloon

- Corredor oriental da ilha
- Travessia de Porto Oriental
- Finnie Street
- Greig Road
- Java Road
- King's Road
- Kornhill Road
- Mansion Lane
- Model Lane
- Mount Parker Road
- Quarry Bay Street
- Sai Wan Terrace
- Shipyard Lane
- Taikoo Shing Road
- Taikoo Wan Road
- Tsat Tsz Mui Road
- Rua Tong Chong
- Westlands Road